# Robert Eber
Robert Eber (geb. vor 1976) ist ein US-amerikanischer Toningenieur.

## Leben
Eber begann seine Karriere in Hollywood 1976 als Kamera-Assistent, unter anderem in der Second Unit von Wes Cravens Horrorfilm Hügel der blutigen Augen. Ab 1978 arbeitete er als Toningenieur hauptsächlich an Spielfilmen, gelegentlich jedoch auch für das Fernsehen; unter anderem Folgen von Buffy – Im Bann der Dämonen und Medium – Nichts bleibt verborgen. 1993 erhielt er seine bislang einzige Oscar-Nominierung in der Kategorie Bester Ton für Eine Frage der Ehre. Der Preis in diesem Jahr ging jedoch an das Toningenieur-Team des Films Der letzte Mohikaner.

## Filmografie (Auswahl)
- 1984: This Is Spinal Tap
- 1986: Stand by Me – Das Geheimnis eines Sommers (Stand by Me)
- 1989: Harry und Sally (When Harry Met Sally…)
- 1990: Misery
- 1991: City Slickers – Die Großstadt-Helden (City Slickers)
- 1992: Eine Frage der Ehre (A Few Good Men)
- 1996: Eraser
- 1999: An deiner Seite (The Story of Us)
- 1999: Der 13te Krieger (The 13th Warrior)
- 2001: America’s Sweethearts
- 2005: Mr. & Mrs. Smith
- 2007: Das Beste kommt zum Schluss (The Bucket List)
- 2009: Shopaholic – Die Schnäppchenjägerin (Confessions of a Shopaholic)
- 2010: Marmaduke
- 2013: 2 Guns
- 2013: Movie 43
- 2014: The LEGO Movie

## Auszeichnungen
- 1993: Oscar-Nominierung in der Kategorie Bester Ton für Eine Frage der Ehre